# Struttura Yonaguni

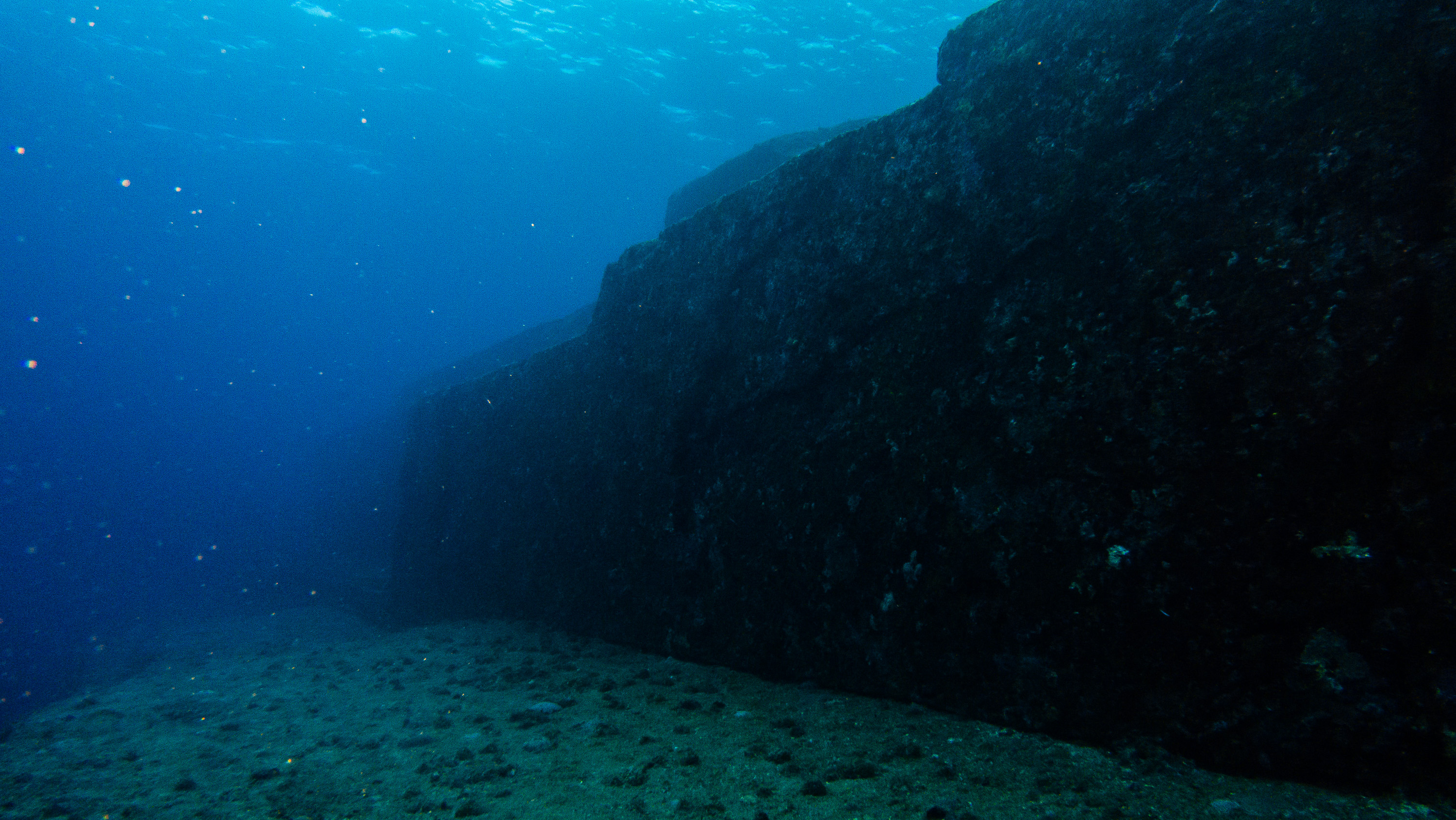
Vista laterale della struttura

La struttura Yonaguni (in giapponese 与那国島海底地形?) o monumento di Yonaguni è una grande struttura in pietra che venne scoperta sui fondali marini al largo delle coste meridionali dell'isola di Yonaguni in Giappone alla fine del XX secolo.
È soprannominata "Atlantide giapponese" per la sua location sul fondo marino.
I fondali marini contengono quelle che sembrano essere le rovine di una civiltà formatasi alla fine dell'era glaciale. La morfologia a gradoni e terrazze parallele, la topografia pianeggiante e le pareti quasi verticali ha portato qualche studioso a teorizzare che potrebbero essere i resti di un'antica civiltà risalente all'ultima era glaciale. Altre analisi indicano che l'origine della struttura, che misura 120 m in lunghezza, 40 m in ampiezza e 20–25 m in altezza, possa risalire ad 8.000 anni fa.

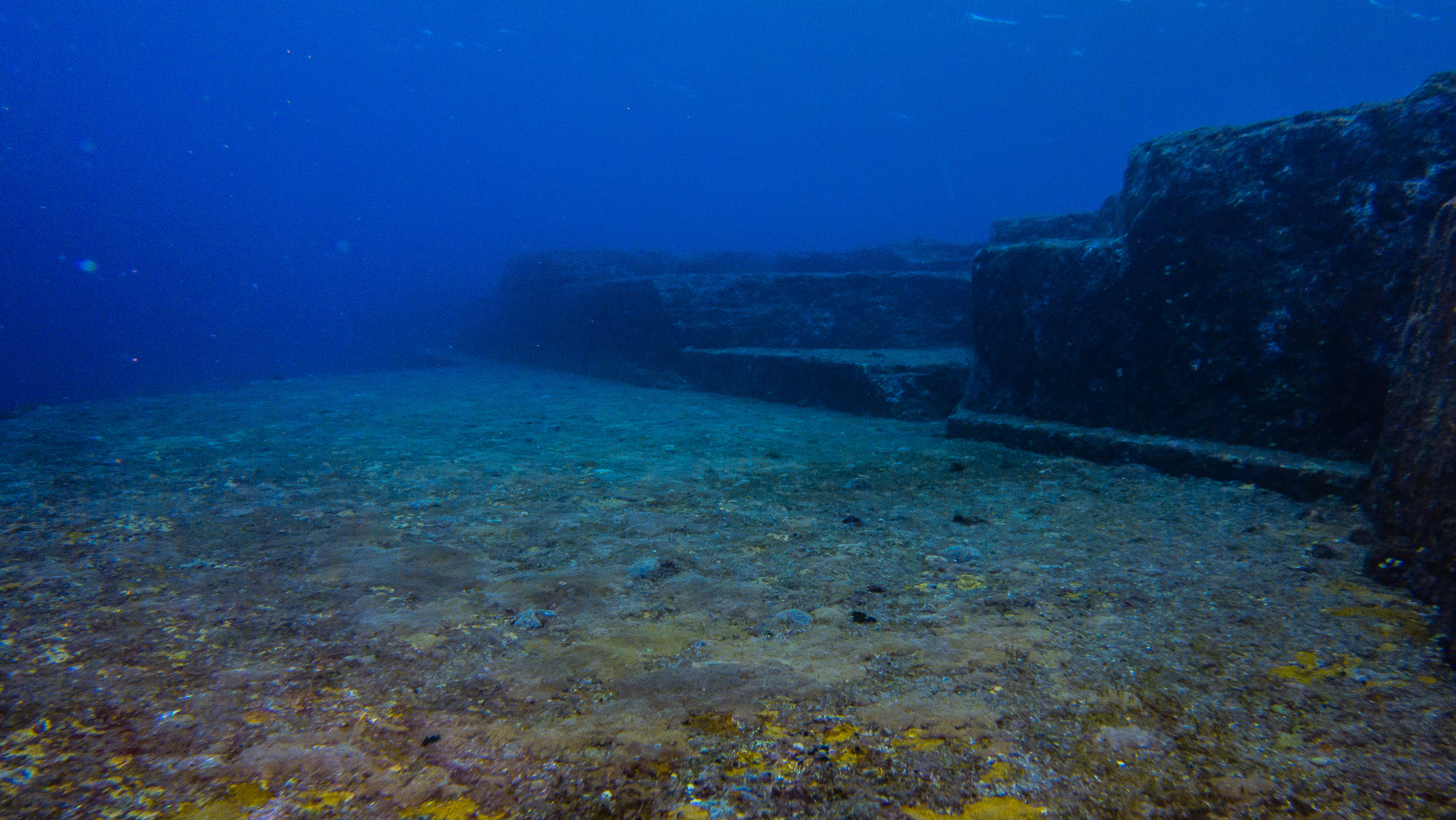
Particolare della struttura

La scoperta avvenne nel 1987, quando alcuni biologi marini si immersero nelle acque a sud dell'isola per studiare la popolazione di squali martello che si radunano nella zona. Fu il giapponese Kihachiro Aratake, nel corso di queste immersioni, che scoprì per caso quella che gli sembrò una struttura architettonica, una parte della quale è stretta tra due pilastri che si innalzano a otto metri dalla superficie. Nel loro insieme, le strutture rinvenute richiamano le piramidi egiziane.
Da allora molti sono i ricercatori che hanno studiato il fenomeno, malgrado la presenza di forti correnti oceaniche, che rendono proibitive le immersioni. Dopo le indagini preliminari nel 1992 e nel 1994, sono state condotte altre indagini dal 1997 al 1999. Nel 2002 è stata condotta anche un'indagine utilizzando un robot televisivo subacqueo. Anche l'Underwater Engineering Research Center, dell'Università di Tokyo ha condotto un'indagine nel 2005.
Da un punto di vista turistico, è un popolare punto di immersione chiamato Ruins Point, ed è una preziosa risorsa turistica dell'isola di Yonaguni, indipendentemente dal fatto che si tratti di un terreno naturale o di una rovina.

## Controversia

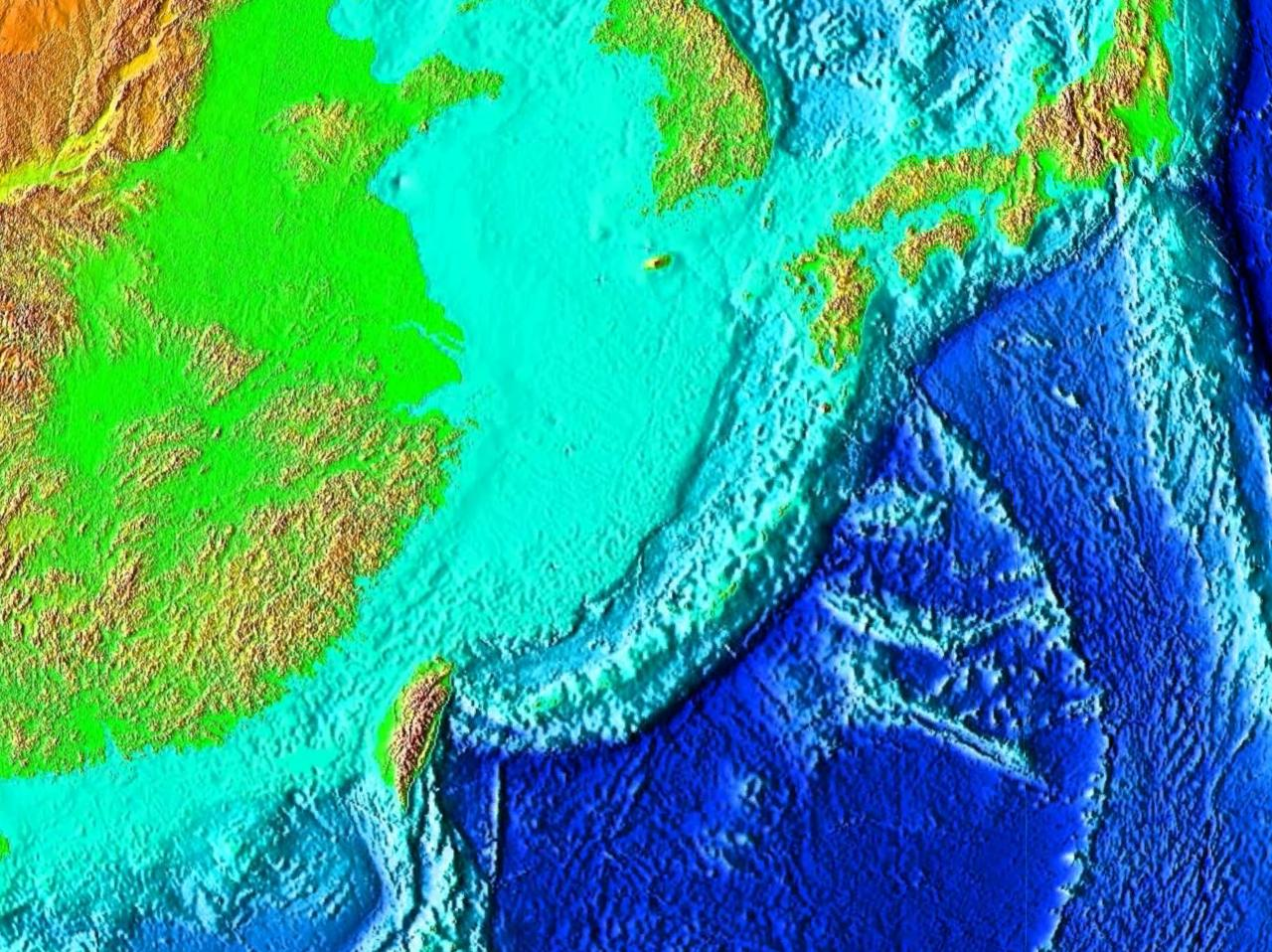
Situata all'estremità dell'arco delle isole Ryukyu, che separano il Mar Cinese orientale dall'Oceano Pacifico, Yonaguni era più estesa circa 10.000 anni fa, alla fine dell'ultima era glaciale.

La singolare conformazione delle rocce che compongono il "monumento", ha dato luogo sin dalla sua scoperta ad una controversia sulla sua origine. Secondo alcuni studiosi, sarebbe frutto del lavoro dell'uomo, ipotesi che comporterebbe l'esistenza di un'antica civiltà scomparsa. Secondo altri scienziati, le cause che hanno portato alla sua formazione sono di esclusiva origine geologica e naturale.

### Ipotesi sulle origini artificiali
Le teorie sull’origine artificiale si basano principalmente sulla morfologia dei gradoni e dei terrazzamenti, caratterizzati da superfici quasi piatte e parallele, spigoli netti e angoli prevalentemente retti; una simile precisione geometrica avrebbe richiesto l'azione dell'uomo.

Un gruppo di scienziati diretti dal professor Masaaki Kimura, dell'Università delle Ryūkyū, studiò le vestigia e Kimura arrivò alla conclusione che le "piramidi" possono essere state costruite dall'uomo. Kimura stima che il periodo in cui furono scavate le rocce fu l'era glaciale, quando l'area Yonaguni faceva parte di un ponte continentale, che includeva le isole di Taiwan e le Ryūkyū, posto tra il Giappone e l'Asia. Il livello dei mari era più basso di quello attuale a causa del ghiaccio che si accumulava nelle zone temperate. Kimura sostiene che le piramidi sommerse di Yonaguni si trovano nel sito di una città vecchia di 5.000 anni che sprofondò 2.000 anni fa, mentre il geologo Teruaki Oshii suggerisce che potrebbero essere state costruite prima della fine dell'era glaciale.

Particolare della struttura con dei tagli netti che sembrano suggerire una creazione artificiale.

Kimura afferma di aver trovato almeno 15 strutture artificiali al largo di Yonaguni, incluso un castello, collegamenti di strade e acquedotti e, dopo aver calcolato l'età delle stalattiti presenti in grotte sottomarine delle acque circostanti, ha stimato la datazione in 5.000 anni fa. Sostiene inoltre di aver trovato impresse sulle rocce immagini di animali e persone. La "Struttura" è un monolito, cioè un unico blocco di pietra, ma durante le analisi sono state trovate numerose pietre aggiuntive di diverse forme e dimensioni. Vi sono anche pietre rotonde che potrebbero far parte di un rudimentale sistema per drenare l’acqua piovana e incisioni sulla pietra simili a quelle su una tavoletta di pietra ritrovata alcuni anni fa ad Okinawa, vicino a Yonaguni: la tavoletta riporta un linguaggio ancora indecifrato ma un disegno inciso ricorda (sempre secondo Kimura) un tempio sommerso.

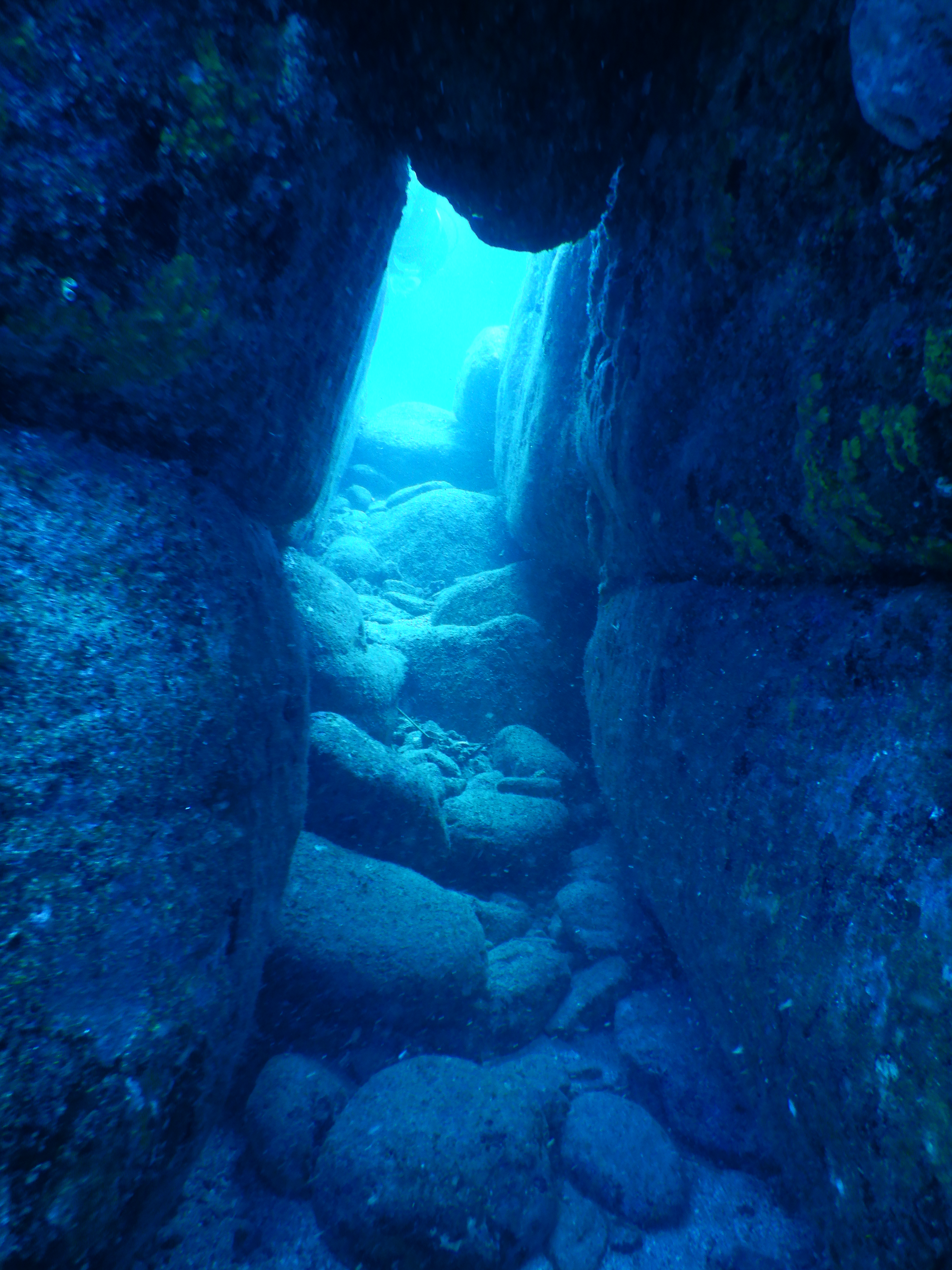
Una parte della "Struttura", che si ipotizza possa essere un arco, che porta ai "Megaliti gemelli"

In contrasto con la teoria delle rovine della civiltà antica, alcuni ipotizzano che la realizzazione della struttura sia più recente. Dal 2005 al 2006, l'Università del Ryukyus ha condotto un'indagine su vasta scala per cogliere il quadro completo delle rovine. In seguito all'identificazione dell'età dai campioni raccolti, si sarebbe riscontrato che l'epoca in cui le rovine furono sommerse fosse dalla seconda metà del X secolo alla prima metà dell'XI secolo. Se questo è il caso, la teoria che si tratti di un manufatto vecchio di 10.000 anni è smentita. Nella storia di Ryukyu, ci sono pochissimi documenti dell'epoca in cui le rovine furono sommerse e non è stata trovata alcuna registrazione di movimenti crostali nelle isole Nansei, quindi attualmente non è possibile trarre conclusioni da questa ricerca.
Vi è anche chi teorizza che fosse una cava di pietre da cui ricavare del materiale per costruire altri edifici: secondo questa teoria, le parti ritagliate ad angolo retto che assomigliano ad una scala possono essere spiegate come di natura artificiale, ma non è possibile attualmente sapere dove si trovino i manufatti creati con questi materiali.
Un’altra ipotesi associa la struttura alle popolazioni Jōmon, che abitavano l’arcipelago giapponese nel 3000 a.C. In questo caso, la struttura non sarebbe stata costruita da zero, ma parzialmente modificata o scolpita da queste popolazioni, tuttavia, non ci sono prove concrete a sostegno dell’ipotesi.
Tra i sostenitori delle origini artificiali delle piramidi sommerse di Yonaguni, vi è chi le mette in relazione con il mitologico continente Mu.
I teorici degli antichi astronauti sostengono che questa formazione rocciosa possa rappresentare una sorta di "base" per navicelle spaziali usate in tempi antichissimi dagli extraterrestri. Non c'è naturalmente alcuna prova a supporto di tale ipotesi pseudoscientifica.

### Ipotesi sulle origini naturali

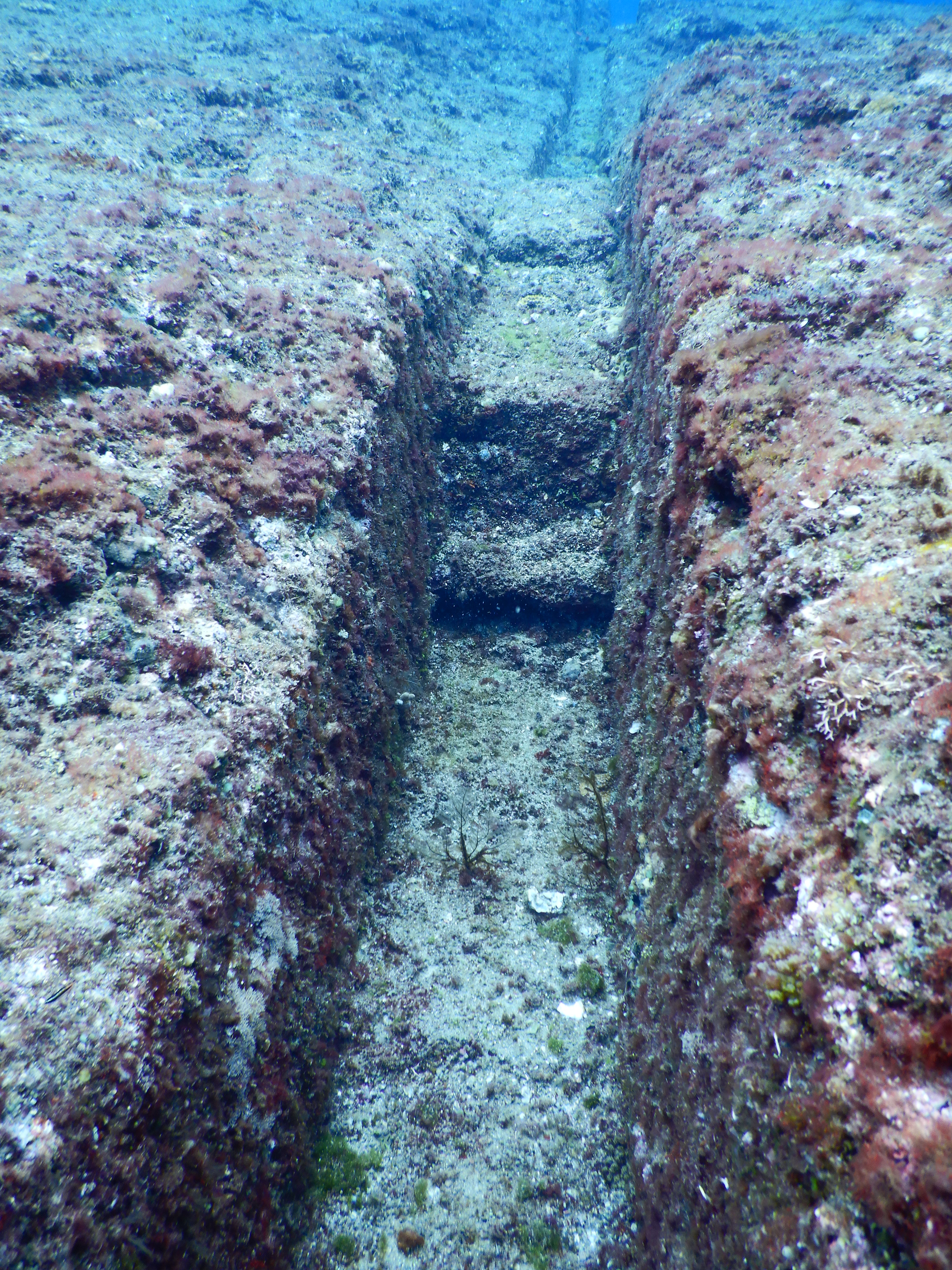
Una fenditura nella roccia che potrebbe sembrare un canale artificiale

Diversi studiosi che hanno a loro volta ispezionato la struttura, tra i quali John Anthony West ed il geologo Robert Schoch, ipotizzano invece che la sua formazione sia dipesa dall'erosione delle rocce da parte dell'oceano e della barriera corallina, attribuendo quindi la formazione delle rovine a cause esclusivamente naturali..
Geologi che hanno familiarità con l'area, sostengono che le strutture siano di origine geologica, e le precise forme geometriche di varia complessità che sono parte della formazione, comprovate da foto in immersione, hanno caratteristiche non dissimili da altre formazioni geologiche conosciute, come il selciato del gigante, in Irlanda del Nord, o le scale della Old Rag Mountain, in Virginia.

Robert Schoch ha affermato che le rocce in questione "sono tutte naturali...e sono il risultato di una geologia di base e di una classica stratigrafia di rocce arenarie, che tendono a staccare tra loro diverse placche di fondali marini creando l'effetto particolare dei bordi, specialmente in un'area con forte attività sismica." Secondo Schoch, quelle che vengono a suo parere erroneamente scambiate per strutture e decorazioni artificiali, sono quindi graffiti dovuti ad agenti naturali, come l'azione dell'acqua e dei coralli.

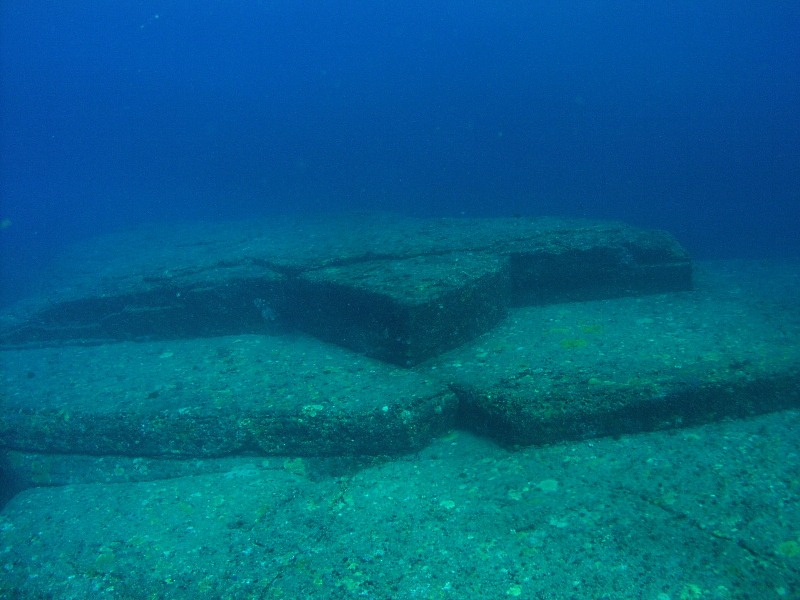
La conformazione chiamata "La Tartaruga"

Schoch ha affermato: “… La struttura è, per quanto ho potuto determinare, composta interamente di solido fondamento. Nessuna parte del monumento è costruito in blocchi separati di roccia.... Questo è un punto importante, poiché i blocchi di roccia disposti in un certo ordine sarebbero definitivamente la prova dell’origine artificiale della struttura, ma non sono riuscito a trovare alcuna prova del genere. Queste rocce contengono numerosi e ben definiti, piani di stratificazione paralleli lungo i quali gli strati sono facilmente separati. Le rocce di questo gruppo sono anche attraversate da numerosi set di giunti paralleli e verticali … e fratture. Yonaguni si trova in una regione sismica; tali terremoti tendono a fratturare le rocce in modo regolare; confrontando la naturale erosione, molto regolare, dovuta agli agenti atmosferici sulla costa moderna dell‘isola con le caratteristiche strutturali del Monumento Yonaguni, si ha la certezza che il Monumento Yonaguni è principalmente il risultato di processi geologici naturali e geomorfologiche del luogo. Infine sulla superficie ho trovato anche depressioni e cavità che formano naturali buchi nella roccia... “.
E' utile notare che i gradoni e i terrazzamenti non sono geometricamente perfetti e inoltre l'altezza dei gradoni stessi risulterebbe troppo grande per consentire un utilizzo funzionale da parte degli esseri umani.